# Гетто в Лебедево (Молодечненский район)
Гетто в Ле́бедево (Молоде́чненский район) (июль 1941 — 24 июня 1942) — еврейское гетто, место принудительного переселения евреев посёлка Лебедево Молодечненского района Минской области и близлежащих населённых пунктов в процессе преследования и уничтожения евреев во время оккупации территории Белоруссии войсками нацистской Германии в период Второй мировой войны.

## Оккупация Лебедево и создание первого гетто
Посёлок Лебедево был захвачен немецкими войсками 25 июня 1941 года, и оккупация продлилась до 5 (4) июля 1944 года. За исключением нескольких десятков молодых мужчин, которых перед войной призвали в Красную армию, около 700 лебедевских евреев оказались под оккупацией.
В июле 1941 года немцы, реализуя нацистскую программу уничтожения евреев, согнали евреев Лебедево в гетто.

### Условия в гетто
До октября 1941 года евреи жили в своих домах и были обязаны регулярно отмечаться у бургомистра.
Евреям запретили появляться без нашивок на верхней одежде в виде желтых шестиконечных звезд. Всех узников старше 14 лет гоняли на принудительные работы. Периодически на евреев под угрозой смерти накладывали «контрибуции» ценными вещами и драгоценностями.
В октябре 1941 года всех евреев переселили и сконцентрировали в центре местечка, и огороженное колючей проволокой гетто занимало территорию, ограниченную рыночной площадью и улицами Заречная (Заричанская), Вилейская, Прудская и Советская.
Сотни людей были вынуждены существовать на небольшом ограниченном пространстве — в каждом доме теснились до 10 семей. Помимо скученности, узники страдали от голода и полного отсутствия медицинской помощи. За добыванием еды посылали детей, которые тайком пробирались за ограждение гетто и в соседних деревнях обменивали вещи на продукты или просили милостыню.

### Уничтожение первого гетто
Немцы очень серьёзно относились к возможности еврейского сопротивления, и поэтому в большинстве случаев в первую очередь убивали в гетто или ещё до его создания евреев-мужчин в возрасте от 15 до 50 лет — несмотря на экономическую нецелесообразность, так как это были самые трудоспособные узники. По этим соображениям в декабре 1941 года приехавшие из Молодечно эсэсовцы расстреляли 15 молодых евреев из лебедевского гетто.
24 июня (июля) 1942 года гетто было ликвидировано. Примерно в 3 часа утра немцы и полицейские, а также прибывший в Лебедево взвод Ваффен-СС окружили гетто, в котором находились около 600 (более 700, 949) человек. Оберштурмфюрер СС Рудольф Грейв заявил обреченным людям, что их якобы поведут на работу. Евреям приказали надеть одежду похуже, запретили взять с собой вещи, построили в колонну по 6 человек в ряд и под конвоем погнали в направлении соседней деревни Марково.
Оставшихся в домах больных и немощных евреев сразу после ухода основной части узников расстреляли полицаи.
Евреи шли к месту казни молча, обнявшись и помогая друг другу. Впереди колонны шел раввин. Примерно в километре от Лебедево возле амбара их ожидала группа карателей. Евреев расстреливали группами, загоняя в сарай по очереди и убивая одиночными выстрелами в голову. Убитых в яме поливали бензином, и в конце расстрела сарай подожгли. Раненых, которые пытались выбраться из огня, сразу расстреливали.
Ещё во время расстрела в опустевшем гетто мародёры начали грабить еврейские дома, а некоторые впоследствии приходили на братскую могилу и просеивали через решето прах сожженных людей в поисках золота.

## Второе гетто
После «акции» (таким эвфемизмом нацисты называли организованные ими массовые убийства) 24 июня 1942 года нацисты и полицаи продолжили устраивать облавы и охоту на местных ещё уцелевших евреев. Пойманных евреев держали в бывшем помещичьем доме на станции Пруды, где было создано новое гетто, функционально представляющее собой еврейский трудовой лагерь. Находилось в нём около ста человек, чей рабский труд использовался на железной дороге и обслуживающем её хозяйстве. Впоследствии все ещё живые узники были убиты.

## Случаи спасения
Спаслись немногие. Иван Тимофеевич Свиридо сумел переправить к партизанам еврейку Бейненсон, и она стала врачом отряда. Настоятель церкви в селе Носилово прятал Марию Цукерман. Алексей Антонович и Анна Алексеевна Авласевичи из деревни Большая Борковщина спасли Овсеевых.

## Память
В 1968 году на братской могиле жертв геноцида евреев в Лебедеве был установлен памятный знак без упоминания о евреях. Впоследствии вместо старого памятника установили новый с надписью: «На гэтым месцы ў ліпені 1942 года былі расстраляны і спалены 949 савецкіх грамадзян яўрэйскай нацыянальнасці».

## Комментарии
1. ↑  В русском языке за служащими коллаборационистских полицейских органов закрепилось разговорное уничижительное название полица́й (во множественном числе — полица́и).